# Bandeira da Ilha de Ascensão
A bandeira da Ilha de Ascensão, parte do território britânico ultramarino de Santa Helena, Ascensão e Tristão da Cunha, foi adotada a 11 de maio de 2013.  É um pavilhão britânico azul com o brasão de armas da ilha.

## História da bandeira
Antes da adoção desta bandeira a ilha usava a bandeira do Reino Unido para efeitos oficiais. Numa reunião de 3 de março de 2009 as autoridades competentes da ilha, em articulação com o Ministério dos Negócios Estrangeiros britânico, discutiram a criação de uma bandeira própria para a ilha. Foi também sugerido um concurso público para se chegar à bandeira pretendida.

## Propostas
Foram apresentadas três propostas antes da versão definitiva. Duas no ano de 2010 e uma em 2012.
O Conselho da ilha chegou a acordo sobre o modelo final em novembro de 2012 sendo aprovado pela monarca reinante em abril de 2013. A bandeira foi hasteada pela primeira vez a 11 de maio de 2013. 